# Sven Rosén
Sven Axel Arigo Rosén (Stoccolma, 10 marzo 1887 – Danderyds, 22 giugno 1963) è stato un ginnasta svedese.

## Palmarès

### Olimpiadi
- Oro a Londra 1908 nel concorso a squadre.
- Oro a Stoccolma 1912 nel concorso svedese a squadre.